# Leptothorax subcingulatus
Leptothorax subcingulatus är en myrart som beskrevs av Carlo Emery 1924. Leptothorax subcingulatus ingår i släktet smalmyror, och familjen myror. Inga underarter finns listade i Catalogue of Life.